# Paulinho da Costa
Paulinho da Costa (* 31. května 1948) je brazilský perkusionista. Již v dětství začal hrát na pandeiro a brzy se začal věnovat hraní samby. V roce 1977 vystupoval na Montreux Jazz Festival. Během své kariéry spolupracoval s mnoha hudebníky, mezi něž patří například Miles Davis, Joe Pass, David Crosby, Elton John, Bob Dylan nebo skupina Talking Heads. Rovněž vydal několik vlastních alb, avšak jeho práce na nahrávkách jiných hudebníků převládá.